# Nicolas III de Saint-Omer
Nicolas III de Saint-Omer (mort le 30 janvier 1314) est un des plus puissants et des plus influents seigneurs de la Grèce franque. Il est maréchal héréditaire de la principauté d'Achaïe, seigneur d'un tiers d'Akova et de la moitié des terres de Thèbes. Il sert également à trois reprises comme bailli de la principauté d'Achaïe (de 1300 à 1302, de 1304 à 1307 et vers 1311-14).

## Biographie
Nicolas est fils de Jean de Saint-Omer, maréchal de la principauté d'Achaïe, et de Marguerite de Passavant, et petit-fils de Bela de Saint-Omer, qui est le premier à recevoir du duc d'Athènes (qui détient l'autre moitié) la moitié des terres de Thèbes en tant que possession de son domaine. De son père, mort avant 1290, Nicolas hérite d'un tiers de la baronnie d'Akova (à l'origine faisant partie de l'héritage de sa mère), ainsi que de vastes domaines situés en Messénie et du poste de maréchal d'Achaïe,.

Carte des états grecs et latins du sud de la Grèce vers 1278.

Il participe aux campagnes de 1291/92 contre les Grecs byzantins du Despotat d'Épire et hérite, à la mort de son oncle Othon de Saint-Omer, de son pouvoir sur la moitié des terres de Thèbes, quelque temps avant 1299. Ainsi, il devient un homme d'influence dans les affaires de la Grèce franque. C'est sur ses conseils que Guy II de la Roche, jeune duc d'Athènes, se marie avec la fille et héritière de la princesse Isabelle de Villehardouin, Mathilde de Hainaut, dans le but d'améliorer les relations entre les deux plus puissants, et souvent rivaux, états francs de Grèce, et d'établir une alliance entre eux,. De 1300 à 1302, pendant l'absence d'Isabelle en Italie, Nicolas sert de bailli (représentant) du suzerain d'Achaïe, le roi Charles II de Naples,.
En 1301, la princesse Isabelle épouse son troisième mari, Philippe de Savoie. Le nouveau prince se rend rapidement impopulaire en Achaïe par son arrogance, ses manières despotiques, ainsi que son mépris pour les coutumes féodales de la principauté. Lorsque Philippe, immédiatement après son arrivée, fait arrêter le chancelier Benjamin de Kalamata, Nicolas confronte le nouveau prince à Glaréntza et proteste avec véhémence contre cet acte ; un recours à la violence est évité grâce à l'intervention des conseillers d'Isabelle et de Philippe. En 1302/3, Nicolas participe à une campagne aux côtés de son seigneur Guy II d'Athènes en Thessalie, afin d'aider le souverain local Jean II Doukas à repousser une invasion épirote. Les Épirotes sont repoussés, et l'armée franque effectue un raid jusqu'à la province byzantine des environs de Thessalonique, d'où elle se retire à la demande de l'impératrice Yolande de Montferrat,.
En 1303/4, Charles II de Naples lance une attaque sur l'Épire, car la régente épirote, Anne Cantacuzène, refuse de réaffirmer le vasselage des Épirotes à Naples. Un contingent achéen, sous les ordres de Philippe de Savoie et en présence de Nicolas, rejoint les forces napolitaines. Les forces combinées assiègent la capitale épirote, Arta, mais subissent des pertes importantes pour peu de profit et se retirent à l'automne,. Charles est déterminé à renouveler son attaque au printemps suivant, mais Anne d'Épire parvient à faire échouer ses plans en soudoyant Philippe de Savoie pour qu'il ne quitte pas ses terres. Afin de justifier son refus de faire campagne, Nicolas conseille à Philippe de convoquer un parlement à Corinthe. Lorsque Philippe part pour l'Italie plus tard dans l'année, afin de régler sa revendication sur le Piémont, Nicolas est nommé bailli en son absence. Nicolas reste en poste jusqu'en 1307, date à laquelle le nouveau prince, Philippe Ier de Tarente, nomme Guy II d'Athènes à sa place,.
Nicolas devient également le protecteur de la jeune sœur de la princesse Isabelle, Marguerite de Villehardouin, qui a plusieurs ennemis en raison de ses propres revendications sur la principauté. Dans ce rôle, en 1304, il s'oppose à Philippe de Savoie et aide Marguerite à obtenir une partie de l'héritage de son mari, le comte de Céphalonie, Riccardo Orsini, de son beau-fils, Jean Ier. Selon la version aragonaise de la Chronique de Morée, il sert également une nouvelle fois de bailli après Gilles de la Plainche (attesté en fonction en 1311), peut-être jusqu'à sa mort, date à laquelle il est remplacé par Nicolas le Maure. Il est toutefois possible que cette référence soit le résultat d'une confusion avec ses deux précédents mandats.
Nicolas épouse, quelque temps après 1294, Guglielma Orsini, fille de Riccardo Orsini et veuve du grand connétable Jean Chauderon, mais le mariage reste sans descendance. La mort de Nicolas, le 30 janvier 1314, marque la fin de la lignée de Saint-Omer,.